# Artemis de Bana-Mighdall
Artemis de Bana-Mighdall es una superheroína Amazona ficticia, un personaje de cómic publicado por DC Comics. El personaje fue creado por William Messner-Loebs y Mike Deodato, y debutó en Wonder Woman (vol. 2) #90 (septiembre de 1994) como rival de la Princesa Diana de Themyscira. Artemis había sucedido brevemente a Diana como la nueva Mujer Maravilla, pero luego fue asesinada mientras asumía el papel, cumpliendo una profecía de la muerte de la Mujer Maravilla. Después de su muerte, Artemisa fue enviada al Inframundo, pero finalmente regresó al mundo de los vivos.

## Biografía ficticia sobre el personaje

### Trasfondo histórico de la Tribu amazona deBana-Mighdall
Como se describe en las apariciones en las historietas de Wonder Woman, Artemis nació como amazona, sin embargo, pertenecía a una tribu egipcia, que se estableció en Bana-Mighdall , esta tribu había emigrado desde Grecia a varios pueblos europeos y Oriente Medio, antes de se asentara finalmente en Egipto. Hace 3000 años, las dos reinas amazonas (Hipólita y Antíope) dividieron la nación amazónica en dos. La tribu de la reina Hipólita viajó a la aislada isla de Temiscira (también conocida como la Isla Paraíso) para vivir una vida inmortal, con el fin de proteger la entrada al inframundo llamado el "Umbral de la Muerte". Mientras que la tribu Antiope nunca se le concedió la inmortalidad, por lo que se vieron forzados a aparearse con los hombres comunes, con el fin de garantizar la supervivencia de su tribu a lo largo de los siglos. Como habían renunciado a sus creencias de los dioses olímpicos, una vez que las dos reinas se separaron, con el tiempo, comenzaron a asimilar diversas religiones y diosas de las muchas tierras por las que viajaban. Algunas de las deidades incluidas, se encontraban las diosas Isis, Mammitu, Bastet, y Neit. Fue en Egipto donde finalmente construyeron la ciudad de Bana-Mighdall, que en su lengua se traduce como "El templo de las mujeres ". Agradeciendoles a las Amazonas por su culto, una de sus nuevas diosas crearon una poderosa tormenta de arena que se convirtió en un escudo para proteger su ciudad para cualquier forastero que no se pudiera confiar, o como ellas la denominaron, "Ariadnas". Las Amazonas Bana-Mighdallianas finalmente comenzaron a realizar un sistema de comercio, algo incómodo con las ciudades vecinas, con la finalidad de susbstir y mantener el comercio dentro de su pueblo. Intercambiarían armas hechas a la medida y habilidades guerreras por bienes y esclavos destinados para la descendencia.

### Entra Artemis
A través de los siglos las armas y servicios de las mujeres de Bana-Mighdall las convirtieron por encima de sus principales características y representaban una gran demanda. Esta forma de vida las mantuvo hasta finales del siglo XX. Fue en este período por el cual nació Artemis. Cuando era niña, Artemis se crio entre la pobreza dentro de su tribu, corriendo desnuda por las colinas áridas y con frecuencia con mucha hambre. En el momento en que alcanzó los 10 años de edad, ya estaba entrenado para poder soportar el peso de 50 libras, especialmente cuando se encargaba para llevar paquetes en el silencio de la noche a cualquier campo de batalla. En algún momento en su adolescencia, tuvo que dejar brevemente a su pueblo para encontrar una nueva vida en el mundo del hombre, por lo que entre sus primeros contactos, se alió con Ra's al Ghul, cuando se preparaba la Liga de Asesinos el emplazamiento para llevar a cabo un plan para diezmar al mundo con misiles nucleares robados y adquiridos con la ayuda de Bizarro (que se encontraba bajo los servicios de la Ra's), allí, dijo que tenía dieciocho años en lugar de sus catorce años reales, demostrándose a sí misma como una guerrera entrenada para derrotar a varias fuerzas de Ra's. Después de ser derrotada por Batman (a pesar de su capacidad para sostener su posición ante él cuando ella tenía apenas catorce años cuando todavía era algo imprudente), Artemis finalmente se volvió contra Ra's después de que esta lo llevase hasta Temiscira, con la intención de que le permitieran utilizar la isla como base, al darse cuenta de que durante el ataque no podría causarle la muerte a su propia gente. Ella regresaría a su hogar después de haber sido inspirada por su breve encuentro contra Superman, optando por volver a una vida de relativa tranquilidad.
Eventualmente, la Mujer Maravilla encontraría su ciudad durante la búsqueda de la villana Chita (Barbara Minerva), que le había robado el lazo dorado de la verdad. Como el lenguaje original de la Amazona Temiscirana había cambiado frente al lenguaje de las Amazonas de Bana-Mighdall, puesto que en Bana-Mighdall su lengua había cambiado con el tiempo para incorporar dialectos de Oriente Medio, Diana tuvo dificultades para comunicarse con esta tribu de Amazonas que recientemente había encontrado. Con el tiempo, tuvo lugar una batalla entre ella y la jefa guerrera de la tribu de Bana-Mighdall, llamada Shim'Tar. Pronto, un enfurecido dios olímpico Hermes, quien estaba enamorado de Diana, se vengó de las Amazonas del desierto por atacar a su amada, y la ciudad de Bana-Mighdall fue destruida. sin hogar, las Amazonas exiliadas restantes finalmente hicieron un pacto con la bruja Circe, quien era una némesis de la Mujer Maravilla. Se acordó que a cambio de sus servicios durante los acontecimientos de la Guerra de los Dioses Circe les concedería la inmortalidad y un nuevo hogar que puedan lo pudiera reclamar como suyo. Se decidió que, dado que la princesa Diana de Temiscira fue la causante inicial de que su ciudad fuese destruida, se harían cargo de la ciudad amazónica en su lugar. Aunque apenas tenía solo catorce años de edad en este momento, Artemis habló ante la Reina y el Consejo para protestar por dicho ataque planeado, cuando sintió que las Amazonas no deberían haberse ido a la guerra las unas contra las otras. Sus gritos fueron ignorados y se llevó a cabo el ataque.

### Amazonas Unidas
Durante el ataque a Temiscyra, la bruja Circe se mostró sus verdaderas intenciones y teletransportó a la isla a una dimensión demoníaca, a fin de que ambas tribus, pudieran ser destruidas. Las dos tribus dejaron de lado su rivalidad temporalmente y se enfrentaron a los demonios con el fin de asegurar la supervivencia de las Amazonas. Aunque solo unos pocos meses pasaron en el mundo real, el tiempo de las Amazonas que pasaron en dicha dimensión demoníaca apenas pasarían diez años. Al descubrir que Circe había hecho su hogar en Isla paraíso donde se suponía que había desaparecido, Wonder Woman la obligó a devolverla a su lugar que le corresponde. Una vez que hizo esto la Mujer Maravilla aprendió acerca de la invasión, la guerra contra los demonios, y la tregua entre las hermanas amazonas. Con el tiempo, finalmente se encontró con Artemis que ahora tenía 20 años, producto del tiempo que permaneció en dicha dimensión. Las dos tuvieron un comienzo difícil, pero Diana podía ver que el corazón de Artemis era puro y verdadero.

### Artemis se convierte en la CuartaWonder Woman
Debido a la disposición temporal obligaba que aquellas personas que permanecieran en la dimensión demoníaca envejecieran paulatínamente, la reina Hipólita comenzó a tener visiones sobre el futuro. Una de esas visiones incluyeron a su hija Diana, conocida como la Mujer Maravilla, muriendo en un determinado futuro. Temiendo que esto sucediera y guardandose esto para sí misma, ordenó un nuevo concurso para el título de la Mujer Maravilla, alegando que ella presentía que Diana había demostrado ser inadecuada para el papel de embajadora y defensora de la paz, a pesar de la insistencia de Diana de que en el mundo exterior era más complicado de lo que habían imaginado. Inicialmente, se iba a excluir a las nuevas Amazonas, sin embargo, la reina Hipólita sometió a votación a sus hermanas de Bana-Mighdall para incluirlas a instancias de la misma Diana. A través de alguna gestión mística por parte de Hipólita, Artemis finalmente ganaría el concurso y se convirtió en la nueva Mujer Maravilla. Hipólita declaró entonces que ambas tribus consideraban como su propia hija a Artemisa gracias que ganó el concurso, y durante todo su mandato como la Mujer Maravilla, Artemis llevaría la diadema de Diana. Como regalo para ayudarla en su nueva misión, Artemis se le dio varios objetos mágicos. El guantelete de Atlas, que aumentó la fuerza de su portador diez veces, las sandalias de Hermes que daba el don de la velocidad y el poder de volar, y el lazo deorado de la verdad que obligaba a cualquier persona vinculada por ella para hablar la verdad.
Aunque Artemis trató con mucha dignidad para poder distinguirse de su predecesora, cuando llegó a la ciudad de Nueva York y Boston, esto resultó ser bastante difícil para ella. Su acercamiento a las diversas situaciones se le vio a menudo como una mujer más violenta que lo que representaba originalmente el papel como Wonder Woman lo había llevado a cabo todos estos años Diana. Debido a esto, y debido a la relación del hombre con el mundo de Diana, Artemis a menudo recibiría el desaire de aquellos que ella trataba de ayudar, extendiéndose incluso a su breve tiempo con la Liga de la Justicia. Superman le comentó una vez a Diana que Batman se negó rotundamente que le permitiera a Artemis que se sentase en la silla de Diana durante las reuniones con la Liga de la Justicia.  La hermana gemela de Diana, Donna Troy, incluso mostró resentimiento hacia Artemis, al haber sido escogida para llevar el título de la Mujer Maravilla, provocando que su primer encuentro derivara hacia una fuerte discusión.
Más tarde, se reunió con un representante de unas empresas de relaciones públicas, que accedió a ayudar a Artemis con su simpatía pública. Lo que Artemis no era consciente es que era la empresa, que, con la ayuda del Mago Blanco, quienes habían establecido varias batallas a nombre de ella contra hombres superhumanos. Sin embargo, a última instancia, ayudó a grupos oprimidos, como trabajadores inmigrantes y a mujeres abusadas. Una vez que se descubrió esta verdad, se dispuso a probarse a sí misma, mediante la adopción de una sola ciudad que proteger, en este caso escogió a Boston, para lo cual decidiódar lucha contra el crimen de dicha ciudad, especialmente en su caza contra mayor jefe de la mafia de Boston: Julianna Sazia. Sin embargo, incapaz de capturar a Julianna, Artemis destruyó su ejército de robots y la mansión-bomba de Sazia. Más tarde, la arrogancia de Artemis le ganó haciéndola mejor que ella misma, y por lo que murió en una batalla contra el Mago Blanco, que ganó con un poder extremo, mientras que accidentalmente serían teletransportados al infierno. Por tanto, la visión de la reina Hipólita sobre la Mujer Maravilla siendo moribunda se había hecho realidad de manera parcial (porque irónicamente, Diana todavía no moría, sino que ella murió poco tiempo después de la muerte de Artemis; Hipólita utilizaría un hechizo para debilitar ligeramente a Diana durante el concurso y con su fuerza debilitada hizo que perdiera una lucha crucial).

### Requiem
Después de la muerte de Artemis como la Mujer Maravilla, su alma fue enviada a ante una corte demoníaca. Mientras que se encontraba en los bajos fondos, Artemis se convirtió en una novia simbólica y transformada en un ser demoníaco, para una de las trece figuras gobernantes, justiamente el Príncipe del infierno, Dalkriig-Hath. En cuanto a su novia Artemis, se convirtió en parte de la legión de guerreros demoníacos de Dalkriig-Hath. Finalmente, Artemis sería capaz de matar a Dalkriig-Hath y recuperar el acceso al mundo de los vivos. Al querer separarse de su anterior título como la Mujer Maravilla, Artemis usó sus habilidades aprendidas en el Tártaro a su favor y se unió a un grupo héroes caza demonios llamados los Hellenders. Siendo instalados en la base de la ciudad de Waverly, Pensilvania, se le asignó el nombre en clave, haciéndose llamar "Javelin", que ella rápidamente rechazó, haciéndose llamar por el nombre de Requiem. Artemis había desarrollado por primera vez un interés romántico por su compañero Hellender Sure-Shot, maestro con una gran proyección en su arsenal de armas. Sin embargo, con el tiempo, ese interés disminuyó, debido a que ella descubrió que la percepción de seguridad de sí mismo de Sure-Shot era provocada por las drogas psicotrópicas, estaban destinados a mantener a varios miembros de los audaces Hellender unidos mientras luchanban contra los demonios y los espectros.
También se hizo amiga de una mujer con el nombre de Henrietta Jessup, cuyo nombre clave era Sojourner. Aunque Sojourner no tenía ninguna habilidad de guerrera de la que le permitiera discutir, Artemis la hizo su amiga y la llevaría bajo su tutela aprendiz como amazona novata. Por razones desconocidas, Artemis dejó los Hellenders y ayudó a Diana en Gateway City como luchadora contra el crimen como compañera. También tuvo una estrecha amistad con Cassie Sandsmark. De la anterior relación de profesora/tutora de parte de Artemisa con Sojourner fue lo que le permitió que la Mujer Maravilla le pidiera a Artemis tomara a Cassie como su nueva alumna. Fue con las enseñanzas del entrenamiento como amazona que Artemis hizo que Cassie fuera capaz de perfeccionar sus habilidades para poder convertirse en la nueva Wonder Girl. Más tarde, Artemis ampliaría aún más su curriculum vitae de profesora/tutora, incluyendo en su entrenamiento de combates a la prima de Superman, Supergirl. Fue durante la reunión inicial con Supergirl que Artemis cobraría su venganza contra Batman por su actitud hostil hacia ella cuando intentó unirse a la Liga de la Justicia. Artemis venció a Batman en un combate cuerpo a cuerpo, sin embargo, finalmente fue sometida con uno de los dardos tranquilizantes de Batman.
El demonio bajo mundo conocido como Belyllioth, que sirvió como amo de algunos demonios Myrmidon, más tarde contactó a Artemis para informarle de un malestar en el Tártaro. Con la muerte del demonio Dalkriig-Hath, los restantes doce príncipes del infierno estaban luchando por el dominio sobre el sombrío y muerto reino del infierno. Como la viuda de Dalkriig-Hath, Artemisa era, por derecho, la siguiente en la línea para gobernar dicha región del Hades. Artemis puso fin a la guerra demoníaca mediante la presentación de sí misma como una de las anteriores doce gobernantes demoníacas, que fue concedida oficialmente para ser la regente del reino que gobernó su exmarido. Después de que se le dio la ceremonia de bendición, Artemis reveló que la bendición se le dio realmente a Belyllioth, que estaba disfrazado mágicamente como Artemis. Enfadados por el engaño, los doce príncipes del infierno juraron venganza contra Artemis en su regreso al Hades. Afortunadamente para Artemis, su amigo fiel Belyllioth (ahora oficialmente uno de los trece gobernantes del Tártaro) ha jurado su lealtad y protección de la amazona para toda la eternidad.
Durante el tiempo, que estuvo el escritor John Byrne en el cómic de Wonder Woman, insinuó que Artemis tuvo previamente un romance con el nuevo dios de Apokolips Kanto. Esto hizo que dicha historia se cayera de la historia establecida como algo que no tuvo alguna conexión con la vida pasada de Artemis o de las Amazonas con respecto a Apokolips, puesto que se había establecido este sucedo hasta la invasión de Darkseid a Temiscyra, poco tiempo después de la muerte de Artemis. Debido a esto, la única vez que Artemis podría haber tenido dicho romance con Kanto habría sido antes de que Bana-Mighdall invadiera la Isla Paraíso, dejando a Artemis que desde la infancia hasta los catorce años de edad hubiera tenido dicho romance, algo con características pedofílicas. Por lo tanto, ella habría sido demasiado joven como para haber tenido una relación con un adulto mayor. Artemis también admitió que en la serie Requiem, ella seguía siendo virgen. quitándole aún parte de la trama romántica entre Kanto y Artemis.

### Artemis como la nuevaShim'Tar
Tras un tiempo fuera de Isla paraíso, Artemis volvería a Temiscyra para ayudar a sus hermanas Amazonas en la búsqueda por mejorar las condiciones de vida que inquietaban a su tribu, puesto que continuaban trabajando persistentemente por mantener ls animosidad entre las dos tribus y evitar los roces entre ambas partes. Sin embargo, la guerra civil estalló entre ambas tribus de Amazonas, dejando a Artemis cmo la única con la posibilidad de calmar el ambiente de guerra al asumir el título de guerrera principal de su tribu, como la nueva Shim'Tar. Ella hizo esto con la esperanza de poner fin a la guerra y poder orientar tanto a las dos tribus para llevar a cabo las negociaciones de paz. Como Shim'Tar, Artemis luchó contra la reina Hipólita, que para ese momento se había convertido en la nueva Mujer Maravilla. Durante la batalla, Artemis recordó que la reina Hipólita de Themyscira no se le dio el honor a la armadura de la Mujer Maravilla, sino que más bien resultó dándole no solo como castigo por haber causado la muerte de Artemis, sino también por la muerte de su hija Diana. En última instancia, esto logró llegarle a su pensamiento, por lo que Hipólita finalmente perdonaría las Amazonas de Bana-Mighdall por sus transgresiones anteriores, y se unió a su hija Diana en el campo de batalla. Junto a la reina Hipólita y la princesa Diana, renunció a su corona, dejando a la isla sin un gobierno estructurado con la esperanza de poner fin a la masacre innecesaria provocada por la guerra. Con esto, tuvieron éxito, y Artemisa y la generala temiscirana Filipo fueron posteriormente las que votaron para ser co-gobernantes de la Isla. Filipo se le daría el título de canciller y Arconte como Epónimo, mientras que Artemis se le dio el título de Polemarca. Se explica que Arconte Epónimo equivale a la Oficina Cívica como título Presidencial, mientras que la posición de Polemarca se traduce como Jefe de guerra, similar a la posición de comandante en jefe .
Como cogobernante, Artemis ayudó a marcar el comienzo de una nueva era de las Amazonas, invitando a forasteros para pudieran estar en comunión con Temiscira. Esto incluía tanto a los pueblos atados a la Tierra, así como a razas alienígenas. Junto con su gente, Artemis aprendió acerca de la tecnología extraterrestre avanzada y nuevas habilidades de combate. Desafortunadamente no todos los contactados recibieron con gusto la invitación. El gobierno de los Estados Unidos colocó buques de guerra a lo largo de la frontera entre los Estados Unidos y Temiscira. Más tarde, el presidente de los Estados Unidos, Jonathan Vicent Horne, convocó a una reunión con Artemis, Filipo y Diana. Junto a su Jefe de Gabinete de la Casa Blanca, el Señor Ables, para informarles que el gobierno de los Estados Unidos podría aliviar el bloqueo si las Amazonas se comprometían a transferir los planos sobre cómo crear su propia versión del rayo púrpura. El trío dio un contundente "no" como respuesta, diciéndole al presidente que temían que el gobierno de los Estados Unidos usaría el Rayo Púrpura como arma. Debido a esto las tensiones entre las dos naciones mantuvieron.

### Desaparición de las Amazonas:Crisis infinita

#### Cuenta Atrás a la Crisis Infinita: Proyecto OMAC
A través de las maquinaciones de satélite con Inteligencia SArtificial llamado Hermano Ojo, un ataque militar se lanzó contra Temiscira en un intento por concebir un genocidio de amazonas. Un gran enjambre de unidades OMAC fueron enviados a la isla y comenzó a atacar a las Amazonas como parte de los eventos de la serie limitada conocida como la Crisis infinita. Debido a esto, así como los numerosos ataques anteriores contra la isla desde que Diana se había convertido en la Mujer Maravilla, Artemis y Filipo decidieron que toda la Isla de Temiscira y todos sus habitantes (sin incluir a Diana, o a Donna Troy) serían transportadas a una dimensión oculta gracias a las diosas del Olimpo y de Bana-Mighdall. Artemis y las Amazonas restantes se quedarían en esta dimensión alrededor de un año en completa paz y para reconstruir las ciudades.

### Amazons Attack!
La bruja Circe más tarde bucó la forma para entrar a la dimensión que protegía a las Amazonas, y revivió a la reina Hipólita de la muerte. Circe informó a las amazonas que Diana estaba siendo detenida ilegalmente por el gobierno estadounidense y torturada hasta que les dio los secretos del Rayo Violeta. Debido a esto, las Amazonas acordado darle a Hipólita su título real de vuelta, y siguieron sus instrucciones para invadir Washington D. C., lo que provocó los acontecimientos de la serie limitada conocida como Amazonas al Ataque!. Artemisa y Filipo fueron asignadas para supervisar la batalla, pero pronto perdieron la fe en Hipólita cuando descubrieron que algunas de sus acciones contra el mundo del hombre resultaron ser menos dignas. Debido a su falta de seguimiento para detener a Hipólita durante la guerra, una encubierta Abuela Bondad maldijo a todas las Amazonas borrándole sus recuerdos y esparciendolas por todo el mundo con falsas identidades. Bajo su personalidad como la falsa Artemis, continuó mostrándose usando una ropa de viaje civil cerca de la Gran Muralla China.
Con el regreso de los dioses del Olimpo, Zeus revive los recuerdos de las amazonas, y varios meses después de que recuperasen su memoria, regresan a Temiscira. Sin embargo, Artemis no demuestra ser parte de las Amazonas que regresaron. En su lugar, Artemis sería secuestrada durante su período en el cual había perdido de la memoria debido al esclavista conocido como Mr. Smyth. En el momento en que su memoria sería devuelva, ella se encuentra encadenada, drogada y puesta con su antiguo traje como Requiem. Mientras que ella estuvo cautiva y drogada, Smyth la tortura, y los intentos por lavarle el cerebro, Artemis fue capaz de resistirse por su fuerza de voluntad. Ella sería liberada por el simpatizante de almas en pena la conocida villana Jeannette . Artemis luego se entera de que ella y otras Amazonas de Bana-Mighdall habían sido capturadas y enviadas a la Isla del diablo por Smyth y el gobierno de los Estados Unidos, debido a los crímenes de guerra cometidos contra los Estados Unidos durante los sucesos de los acontecimientos de Amazons Attack!. A pesar de esto, Artemis convence a varios miembros del equipo de mercenarios conocidos como los Seis Secretos para que la ayudaran liberando a sus compañeras Amazonas. Después de esto, Smyth sería asesinado por un miembro de los Seis Secretos antes de que Artemis pudiera exigir venganza sobre él.
Una vez liberada, Artemisa y las Amazonas restantes se reunieron junto con sus camaradas caídas y se les proporcionó un transporte mágico a Nueva Temyscira donde fueron recibidos por la reina Hipólita y Filipo. A su regreso a Isla, Artemis descubre que las amazonas están gobernadas por Aquiles y las loca amazona Alkyone. Ella toma este problema de inmediato, a partir de la toma de la nueva estructura monárquica de Temiscira. Artemis ayuda a organizar una fiesta para destronar a Alkyone y se sorprende al descubrir que Aquiles y su pueblo están más que dispuestos a ayudar con un golpe de Estado. El golpe resulta exitoso y se crea una nueva estructura de gobierno en la isla una vez más.

### DC: Renacimiento
Con el reinicio de continuidad iniciada por Los Nuevos 52, y la Retrocontinuidad planteada tras los sucesos de DC: Renacimiento, Artemis aparece por primera vez desde el inicio de la nueva conitnuidad, ahora ella es parte de la nueva encarnación del equipo de Red Hood, junto con Bizarro, forma parte de los Outlaws. Ella se encuentra con Red Hood en un vagón de tren donde Black Mask envía a Red Hood de robar una poderosa arma, El arco de Ra. Artemis también está tratando de robar dicha arma, como retribución por un error que hizo que quedara perdida y varada. Black Mask abandona a Red Hood junto con Artemis y roban el coche del tren. Red Hood y Artemis saltan a bordo y ver que el arma que cada uno habían estado buscando es algo diferente: un clon de Superman, más conocido como Bizarro. Antes de que cualquiera pudiera decidir cómo manejar esta situación, Black Mask y sus hombres aparecen en escena, con Artemis tomada como un cautivo. Sin embargo, ella puede escapar fácilmente cada vez que quiere, prefiriendo esperar hasta que está cerca de proa. Ella observa críticamente los intentos de Red Hood por intentar civilizar de manera sencilla al clon imperfecto de Superman llamado Bizarro, y más tarde tratan de escapar una vez creyendo que el arco está en las inmediaciones. Ella descubre que Black Mask ya había enviado de nuevo a Qurac y lo deja con tristeza, aunque ella vuelve para ayudar a Red Hood para detener a Bizarro cuando Black Mask utiliza un virus orgánico en él para tener un control mental del adefecio. Artemis mantiene a Black Mask en la bahía mientras Red Hood se ocupa de Black Mask, con el tiempo, lo engaña para sobrecargar su mente ya que está vinculado a Black Mask. Red Hood y Bizarro le ofrece su ayuda para encontrar el arco de Ra como pago por su ayuda, a lo que Artemis acepta a regañadientes. En el siguiente arco, titulado, "¿Quién es Artemis?", se explorará de nuevo sus orígenes.

## Poderes y habilidades
Artemis tiene una fuerza límite de la humana incluso algo cercana a la sobrehumana, una gran velocidad y buenos reflejos. Ella es una luchadora maestra en combate mano a mano, que combina con muchas técnicas de lucha asimiladas de variadas culturas, y es una experta en armas tanto en el uso como en la fabricación de armas (favoreciendose en el uso del arco y flechas, pero que van desde las cuchillas hasta armas automáticas).
Artemis tiene la eterna juventud, proporcionada por la bruja Circe. Esta forma de inmortalidad no le proporciona la misma resistencia que sufra cualquier daño o incluso la muerte. Ella posee el conocimiento sobre hechizos de bajo nivel, que aprendió en el mundo terrenal, además se incluye:
- Auto-transfigurarión: Usando la frase "Punji Baal T'Alemi Dar Baharin" para cambiar su fisiología a otra persona criatura y luego decir el hechizo al revés para volver a su verdadera forma. Esto requiere una gran cantidad de energía su propia fuerza vital.[27]

- Hechizo de Reversión: Que se utiliza para transformarse en un ser demoníacamente transformada, esto se manifestó cuando fue una criaturas transformada luego de esto volvería de nuevo a su forma humana.[21]
- Detección Demoníaca: Que le permite saber cuando un demonio puede aparecer ocultando su apariencia como cuando se oculta de un ser humano.[5]

### Armas
- Si bien puede usar el Guantelete de Atlas para invocar la fuerza de Artemis, este le permite incrementar 10 veces su nivel normal.[14] Usando las Sandalias de Hermes, Artemis posee la capacidad para volar y correr a altas velocidades.[14] Con la armadura de Shim'Tar, le proporciona invulnerabilidad limitada y otros rasgos mágicos desconocidos.[30]

## Versiones alternativas

### Cronología Morrigan
En un momento no revelado en los cómics, un dios entra en el pasado y mata a la mayoría de las Amazonas de todo el mundo, incluyendo Artemis. En esta nueva línea de tiempo alternativa, la diosa de la Trinidad Morrigan revive a Artemis de la muerte, diciendo que ella es una de las Hisminas. Las aguas del inframundo le proporcionaría los siguientes: Aqueronte curó su dolor a la muerte, Fue ayudado por Cocito, Flegetonte le infundió todo su amor, Lete limpió todas las memorias, y Estigia llenó su espíritu de odio. Ella se dice entonces que es un avatar de la diosa oscura Alecto y que fue enviada por las diosas para encontrar las Amazonas restantes y a su princesa con el fin de buscar venganza por haber dejado su cuerpo en el campo de batalla. Después de varias escaramuzas, Diana es finalmente capaz de eliminar la influencia de las diosas de la guerra sobre Artemis utilizando el lazo de la verdad. Una vez que esto sucede, Artemis reanuda su lugar como uno de las amazonas de Diana. Ella muere en última instancia contra sus antiguas diosas defensoras de Diana.

### Flashpoint
En una línea temporal alternativa creada en la serie limitada Flashpoint, Artemis es la guardia personal de la hermana de la reina Hipólita Pentesilea. Pentesilea estaba molesto por la próxima boda entre la Mujer Maravilla y Aquaman. Ella conspira con el hermano de Aquaman Ocean Master, para evitar que esto suceda. Pentesilea ordena a Artemis para que se disfrace a sí misma con la armadura de Garth, con el fin de matar a la Mujer Maravilla el día de la boda. Sin embargo, Hipólita detiene el asesinato antes de que suceda al bloquear el ataque. En última instancia, esto causa la muerte de Hipólita en el proceso. Artemis es capturada por Garth vestido con su armadura. Ella lo derrota rápidamente y usa su cuerpo inconsciente para incriminarlo por el asesinato. A continuación, Aquaman y los atlantes visitan Temiscira para negociar la paz, mientras que Artemis tiene bombas para lanzarlas en Temiscira. Más tarde, Artemis se une a las Amazonas en la conquista del Reino Unido, cambiándole el nombre de Nueva Temiscira. Durante este mismo período, Artemis intenta matar al miembro del movimiento de resistencia de Lois Lane. Aunque, Lois sería rescatada por un miembro de la resistencia llamado Britannia, usando granadas de humo para poder escapar, Britannia queda gravemente herido por parte de Artemis. Más tarde, cuando Artemis y las Furias combaten a la Resistencia, Artemis sigue a Lois y a Britannia hasta la guarida en el castillo de Westminster. Ella golpea a Britannia por la espalda con una flecha. Cuando Lois impide su ataque, Artemis la agarra y trata de matarla, pero Britannia es capaz de alcanzar su armadura, matando a Artemis saltando a través de su cuerpo, despedazandola por la mitad y salvando a Lois.

## Apariciones en otros medios

### Televisión
- Artemis apareció brevemente en un documental de la PBS de la serie de televisión llamado Independent Lens en el episodio titulado "La mujer maravilla! La historia no contada de las Superheroinas americanas", el día lunes 15 de abril del 2013, presentado por el actor Stanley Tucci y dirigido por Kristy Guevara-Flanagan.

### Cine
- Artemis debuta en la animación en la película animada directa a video en la película de 2009 Wonder Woman, a diferencia de su encarnación de la tribu de Bana-Mightdall, aquí es retratada como una amazona que luchó al lado con la reina Hipólita en la guerra contra las fuerzas de Ares y mostrada como una compañera de armas de la princesa Diana, Además, es asignada para dirigir el evento en la cual sería elegida la mujer que acompañaría de vuelta al mundo del hombre a Steve Trevor. No se menciona su pasado o se hace referencia a la tribu de Bana-Mightdall.

- Artemis volvería a aparecer en la película de animación directa a vídeo Superman/Batman: Apocalypse, en donde tiene una aparición menor, entrenando en combate cuerpo a cuerpo con la prima de Superman Supergirl. Posteriormente reaparecería en un combate junto con sus hermanas amazonas contra Doomsday.

- Artemis parecería en la película de animación directa a video Justice League: The Flashpoint Paradox, donde se desempeña como miembro del ejército de las Amazonas.

- El personaje de Artemis hará gala de su primera aparición en una película de acción real en la película de DC Comics y del Universo extendido de DC, Wonder Woman, su apariencia esta vez es de una mujer de piel morena, y que será interpretada por la Boxeadora estadounidense, Ann Wolfe.

### Videojuegos
- Artemis es un personaje no jugable del videojuego del 2008, Mortal Kombat vs. DC Universe.

### Literatura
Artemis ha sido objeto de mención en los siguientes libros:
- Wonder Woman: Dioses y Diosas de John Byrne (septiembre de 1998) Prima Lifestyles.
- Cómo dibujar a la Mujer Maravilla por John Delaney (septiembre de 1998) Walter Foster Publishing.
- Mujer Maravilla: Vida y el tiempo de la princesa amazónica por Les Daniels (2001) Chronicle Books . Más tarde reeditado como La Mujer Maravilla: La historia completa (abril de 2004).
- Mujer Maravilla: La última guía a la princesa amazónica por Scott Beatty (noviembre de 2003) DK Publishing
- El último libro de la Mujer Maravilla Etiqueta por Alastair Dougall (noviembre de 2003) DK Publishing
- Mujer Maravilla por S.D. Perry y Britta Dennison (enero de 2009) libro de bolsillo Star Publishing
- Sin consolidación: Un Devocional antología de Artemis por la Biblioteca de Alejandría (mayo de 2009) CreateSpace
- Mujer Maravilla: Amazon. Héroe. Icono. por Bob Greenberger. Prólogo de George Pérez. (abril de 2010) Universe Library.
- Enciclopedia de lo esencial de la Mujer Maravilla por Phil Jiménez y John Wells (abril de 2010) Del Rey Books

### Publicaciones recopiladas Sobre Artemis
Las historias sobre Artemis se recogen en varias novelas gráficas:
- Trinity: Batman/Superman/Mujer Maravilla #1-3 por Matt Wagner
- El concurso: La Mujer Maravilla Vol.2 #90-93 y #0
- El desafío de Artemisa: Mujer Maravilla Vol.2 #94-100
- Requiem: Artemis: Requiem #1-6
- El paraíso perdido: La Mujer Maravilla Vol.2 #164-170 y Wonder Woman Secret Files #2
- Paradise encontrado: La Mujer Maravilla Vol.2 #171-177 y Wonder Woman Secret Files #3
- Down to Earth: Mujer Maravilla Vol.2 #195-200
- Rivales: La Mujer Maravilla Vol.2 #201-205
- Ojos de Gorgona: Mujer Maravilla Vol.2 #206-213
- La Tierra de los Muertos: Mujer Maravilla Vol.2 #214-217 y The Flash Vol.2 #219
- Seis Secretos: Profundidad: "Secret Six" Vol.3 #8-14

### Máquina tragamonedas
- Artemis aparece en una máquina tragamonedas CryptoLogic, siendo parte del juego de la Mujer Maravilla.[55] El juego debutó en diciembre de 2009 a través de InterCasino.com.	[56]

### Juguetería de colección
- En 1999, Warner Bros. dio a conocer una pieza de rompecabezas sobre los "Héroes del Universo DC", de 1000 piezas, diseñado exclusivamente para las tiendas de los estudios Warner Bros. El rompecabezas representa a una gran variedad de personajes de DC Comics, que incluye a Artemis vestida con su traje de Requiem verde y blanco.[57]

- El 14 de marzo del 2001, la línea de figuras de acciópn DC Direct lanzó una figura de acción de Artemis como parte de su línea de "Amazonas y sus adversarios". Se la representa con un uniforme verde y negro que le fue dado a ella durante el tiempo que estuvo el escritor Eric Luke en el cómic de Wonder Woman. Tiene unos 6,25 pulgadas de altura e incluye accesorios. Un arco, flechas, y una espada.[58]

- En el año 2007, una figura de acción de Artemis fue producida por la compañía de juguetes de acción HeroClix. Se la representa con el uniforme de la Mujer Maravilla, mientras que en pleno vuelo es acompañada con su arco y flecha. El juguete incluye una tarjeta de estadísticas de colección, que cuenta un poco más sobre el fondo de Artemis y sus niveles de poderes y capacidades.[59]

- En octubre de 2008, la línea de juguetes de Mattel lanzó una figura de acción, como una variante de Artemis siendo parte de la línea de juguetes del "Universo DC Classics". Ella aparece usando el traje de la Mujer Maravilla completo, con arco y flechas.[60]

- El 10 de noviembre del 2010, salió una edición limitada de la estatua de Artemis en PVC, que fue puesta en libertad por la línea de juguetes de la compañía DC Direct como parte de su línea de figuras "Ame-Comi". La figura es una versión anterior repintadada de una estatua de la Mujer Maravilla, diseñada por Dustin Nguyen y esculpida por Jack Mathews. La estatua tiene 9,5 pulgadas de alto y está representada usando una versión modificada del traje de la Mujer Maravilla pero con colorante verde y plata. También viene con una espada, escudo y soporte.[61]

- En 2010 la compañía de muñecas Tonner Inc., dio a conocer una figura de 13 pulgadas de altura de edición limitada fabricada en vinilo, de la figura de Artemis, mostrada en la Cómic-Con de Nueva York del 2010. la puesta a venta de la muñeca fue limitada a tan solo a 200 piezas, con muñecas que se quedaron sin vender que sobraron y que posteriormente fueron puestas a disposición en la página web de Tonner.[62][63]

## Como Personaje que inspiró otros personajes femeninos del cómic
- El solo nombre del personaje de Artemis, se convirtió en una referencia intencional, en la que sintetizaba a la manifestación simbólica de la diosa griega Artemisa y con diosa romana Diana. El Editor Paul Kupperberg ha caracterizado a las dos mujeres preguntándose, Artemis y Diana, como las "dos caras de la misma moneda." Esta no es la primera vez que esta frase se ha llegado a utilizar como una referencia entre ambos personajes en los cómics de la Mujer Maravilla.

- Artemis, la antigua Mujer Maravilla aparece en las páginas de la historieta de la Mujer Maravilla Vol. 1 #298-302[64] (siendo escrito por Dan Mishkin, y Gene Colan, como artista), había sido como una precursora y una manifestación previa de Diana, situada en la antigüedad. Los restos de esta versión de Artemisa fueron reanimados por Circe cuando la envió por un camino para matar a la hija de la reina Hipólita. En la batalla, Diana observó que este esqueleto de Artemis era tan fuerte o más fuerte que ella y que utilizaba todos los símbolos de una antigua guerrera del Amazonas.

La aparición de Artemis fue influenciada hacia la aparición o creación de otros dos personajes del cómic:
- Zealot, de los WildC.A.T.s.: Una guerrero Kherubim miembro de Coda. Zealot es una mujer inmortal ex-majestrix de las todas las mujeres guerreras, de una organización femenina llamada Coda, ayudando a desarrollar sus virtudes y prácticas. Después de no poder seguir sus propias reglas bajo Coda, abandonó a su clan y ellos la han estado perseguiendo desde entonces. El pelo largo de Artemis que fluye desde un moño evoca la apariencia de Zealot. El Artista Mike Deodato ha admitido que para crear a Zealot, tomó el modelo del diseño de Artemis para crear a Zealot.[65]

- La Amazona conocida como Orana, otro personaje de las historietas de la Mujer Maravilla Vol. 1 #250-251 (diciembre 1978-enero 1979),[66] posee algunas de las características similares a Artemis en la época Pre-crisis. En esta historia, la amazona Orana también desafía a Diana a un torneo para reclamar el título como la Mujer Maravilla. Ella también tendría éxito en el torneo, pero su arrogancia provocó su muerte prematuramente provocó su corto tiempo como Wonder Woman. Al igual que Artemisa, Orana era pelirroja, cuyo cabello era de color rojo fuego, y que al igual que Artemis también murió como la Mujer Maravilla. Irónicamente, es otro personaje que aparecerá en la película de Wonder Woman, interpretada por Mayling Ng.